# Площадь Ленина (Новороссийск)
Площадь Ле́нина находится в Центральном районе города-героя Новороссийска на улице Советов, между Дворцом культуры и зданием Администрации города.
По соответствующим праздничным дням, когда на улице Советов проводятся парады и демонстрации, на площади Ленина устанавливается трибуна для властей и почётных гостей города.

## История
Площадь Ленина названа именем В. И. Ленина.

## Памятники и монументы
На площади Ленина установлен памятник В. И. Ленину.
Изначально памятник представлял собой фигуру вождя с вытянутой вперед и вверх рукой, как бы указывая на здание Администрации города. Впоследствии памятник переделали, и руку опустили.